# Erik Bjornsen
Erik Bjornsen, född 14 juli 1991 i Winthrop, är en amerikansk längdskidåkare som debuterade i världscupen den 7 december 2012 i Québec i Kanada. Hans första pallplats i världscupen kom när han hade tredje snabbaste åktiden vid jaktstarten på 15 km den 2 december 2018 i Lillehammer i Norge.
Bjornsen deltog vid Olympiska vinterspelen 2014 och 2018. Han är yngre bror till längdskidåkaren Sadie Bjornsen.